# 松本佳奈 (声優)
松本 佳奈（まつもと かな、1985年2月1日 - ）は、日本の女性声優。かつてはネクシードに所属していた。香川県出身。
2010年、テアトル・エコー養成所卒業。

## 出演

### テレビアニメ
- AIの遺電子（2023年、カヨ）

### 吹き替え

#### 実写
- アイス・ツイスター（アシュリー）
- アドレナリン・ブレイク
- アフロ忍者（ロクサーヌ）
- アンネの追憶（マルゴー）
- エアポート/トルネード・チェイサー
- エンド・オブ・トゥモロー（グラシア）
- ザ・スナイパー
- スーパーエージェント 美女奪還大作戦!!
- ストリート・レジェンド
- NAKED 陵辱の森（アナ）
- バトル・オブ・ロサンゼルス
- バトルフィールド・アビス（エレナ）
- ホステージ・オブ・エネミーライン
- ライ・トゥ・ミーシーズン3 #7（ジョーン）
- リベンジ（レベッカ）
- ROCK ロック（リサ）
- 私はラブ・リーガルシーズン2 #8（ジャスミン）

#### アニメ
- ロイヤルコーギー レックスの大冒険（メラニア[1]）

### ナレーション
- CS MUSIC ON!TV「ハイロケの全国全力珍道中ー!」
- チェブラーシカ・プチ・ワールド

### ボイスオーバー
- スマート・トラベル
- ナショナルジオグラフィックチャンネル

### テレビ
- BS TBS「シアターAのシネマ・サンライズ」MC

### VP
- 製薬会社ドラマDVD（看護士）